# Thapsia asclepium
L'eleoselino (Thapsia asclepium L.) è una pianta erbacea perenne della famiglia delle Apiacee, presente nel bacino del Mediterraneo.

## Etimologia
L'epiteto specifico deriva  dal greco Asklepion = Esculapio, dio della medicina, per le sue proprietà medicinali.

## Descrizione
Ha la radice lignificata, il fusto, tipico delle ombrellifere, è glabro con riflessi giallastri e diverse ombrelle a 8-25 raggi sparse sull'apice dei rami; le foglie erbacee sono lunghe fino a 50 cm ed hanno contorno triangolare-acuminato, con lamina 3- o 5-pennata; i fiori hanno piccoli petali gialli, stami più lunghi dei petali; i frutti sono acheni doppi, ognuno dei quali con quattro ali longitudinali membranose: due dorsali sporgenti circa 1 mm, due laterali circa 3 mm.

## Distribuzione e habitat
La specie è presente in Spagna, Italia, Albania e Grecia. In Italia è presente nelle regioni centro-meridionali e in Sicilia, assente in Sardegna.
Cresce su suoli rupestri e pietrosi, in ambiente arido.

## Ecologia
Sulle radici di questa pianta cresce il fungo Pleurotus eryngii var. elaeoselini.

## Usi
Le foglie fresche venivano usate dai pastori come filtro all'interno di un imbuto per travasare il latte e contemporaneamente aromatizzarlo.